# I Do (ER)
I Do is de negende aflevering van het twaalfde seizoen van de televisieserie ER, die voor het eerst werd uitgezonden op 1 december 2005.

## Verhaal
Dr. Gallant verrast dr. Rasgotra met een impulsief huwelijksaanzoek, na lang aarzelen besluit zij ja te zeggen. Om geen tijd te verliezen besluiten zij dezelfde dat nog te trouwen, dit tot verrassing van vele. 
Dr. Morris gaat recht tegen de werkwijze in van dr. Weaver tijdens de behandeling van een traumapatiënt. 
Dr. Kovac, dr. Clemente en Taggart krijgen een moeder als patiënte die besmet is met hiv, zij gelooft niet in deze ziekte en brengt hiermee het leven van haar geïnfecteerde zoon in gevaar. Als dr. Kovac en dr. Clemente hierover in discussie gaan over de behandeling is het Taggart die de oplossing brengt. Ondertussen is er nog steeds rivaliteit tussen dr. Kovac en dr. Clemente over wie de functie krijgt van hoofd van de SEH, uiteindelijk wordt besloten dat dr. Kovac deze functie krijgt.
Dr. Lockhart en dr. Kovac komen erachter dat hun beslissing om gewoon vrienden te blijven niet echt werkt. 

## Rolverdeling

### Hoofdrollen
- Goran Višnjić - Dr. Luka Kovac
- Maura Tierney - Dr. Abby Lockhart
- Mekhi Phifer - Dr. Gregory Pratt
- Parminder Nagra - Dr. Neela Rasgrota
- Shane West - Dr. Ray Barnett
- Scott Grimes -  Dr. Archie Morris
- Laura Innes - Dr. Kerry Weaver
- John Leguizamo - Dr. Victor Clemente
- Leland Orser - Dr. Lucien Dubenko
- Sharif Atkins - Dr. Michael Gallant
- Linda Cardellini - verpleegster Samantha 'Sam' Taggart
- Yvette Freeman - verpleegster Haleh Adams
- Laura Cerón - verpleegster Chuny Marquez
- Deezer D - verpleger Malik McGrath
- Brian Lester - ambulancemedewerker Brian Dumar
- Emily Wagner - ambulancemedewerker Doris Pickman
- Abraham Benrubi - Jerry Markovic
- Jordan Calloway - K.J. Thibeaux
- Hassan Johnson - Darnell Thibeaux

### Gastrollen (selectie)
- Karis Campbell - Mrs. Kenig
- Stephanie Patton - Patricia Kenig
- Nathan Wesdell - Stewy Kenig
- Josh Clark - politieagent McCauly
- Kenneth Kimmins - Mr. Spevacek
- Aasha Davis - Maureen
- Marilyn Dodds Frank - Glenda Bardelarinski